# Ischgl
Ischgl je obec v Rakousku ve spolkové zemi Tyrolsko v okrese Landeck.
Vesnička Ischgl se nachází přímo na úpatí lyžařského rakousko-švýcarského střediska Ischgl-Samnaun v Paznaunském údolí. Před 100 lety zde stál pouze kostelík se dvěma skromnými usedlostmi, dnes[kdy?] je tato obec kosmopolitní moderní středisko, které si ponechává i původní punc zemědělské obce. Žije zde přibližně 1 600 obyvatel. V březnu 2020 se stala významným ohniskem šíření pandemie covidu-19.

## Památky
- Kaple Panny Marie Sněžné postavená v roce 1643
- Kaple Sv. Antonína postavená v roce 1630
- Kaple Svatého Blažeje postavená v roce 1675
- Kaple Svaté Anny postavená v roce 1736

## Muzea
- Muzeum lanovky
- Sedlácké muzeum – stálá expozice sedláckého způsobu života
- Mathias-Schmid-Museum

## Inkubátor nemoci covid-19
Začátkem března 2020 se Ischgl stal významným ohniskem nemoci covid-19. Případ infekce koronavirem objevil ve velmi navštěvovaném baru Kitzloch na konci února, místní provozovatel však incident kontaktním osobám ani zdravotnickým úřadům nenahlásil a restaurace zůstala otevřena další dva týdny. Bar je spojen se stovkami případů nákazy koronavirem, zejména v Německu, Rakousku, Dánsku a Norsku, ale také z Kanady, Velké Británie, Islandu a Švédska. Následně byly publikovány informace, které nasvědčovaly tomu, že tamní úřady, provozovatelé vleků, hoteliéří, majitele restaurací ve spolupráci s místním lékařem tajili nebezpečí koronaviru, aby mohli nadále vydělávat. Zaměstnanec lanovky potvrdil listu Kronen Zeitung, že ještě po rozhodnutí o karanténě pro první oblasti v Tyrolsku pět tisíc rekreantů z Ischglu stále lyžovalo, protože provozovatelé otáleli s tím, aby pokyn vešel ve známost. Přímo v Ischglu se podle německého deníku Die Welt nakazilo nejméně tisíc osob. K 17. březnu Norsko evidovalo 1400 nakažených lidí, z toho zhruba 40 procent se vrátilo z Ischglu. Na Islandu bylo 1. března zjištěno prvních 15 nakažených, z toho 14 bylo v Ischglu a patnáctý cestoval spolu s nimi, Rakousko však na varování nereagovalo. Osmdesát nakažených lidí v Hamburku se také nedávno vrátilo z Ischglu. 7. března byl zjištěn pozitivní nález u barmana baru Kitzloch, rakouské úřady začaly jednat až poté, co se prokázala nákaza u 15 dalších lidí, se kterými byl v kontaktu. K 10. březnu úřady nařídily zavřít všechny bary v Ischglu, hotely a sjezdovky však zůstaly otevřené. Až 13. března úřady uzavřely do karantény celé údolí Paznauntal s Ischglem a blízkým Sankt Antonem, kde je rovněž lyžařské středisko. Vleky a lanovky s gondolami však zůstaly v provozu až do neděle 15. března.
Bylo podáno přes 400 žalob, z toho asi 350 po výzvě Rakouského svazu na ochranu spotřebitelů (VSV). Peter Kolba, zakladatel VSV, odhadoval, že v nejbližších dnech se mu ozve až 2500 lyžařů a VSV shromažďovala výpovědi svědků, aby prokázala, že „uzavření lyžařského střediska bylo zpožděno z komerčních důvodů". Rakouští obhájci spotřebitelů podali žalobu na tyrolského hejtmana Günthela Plattera, starosty, společnosti provozující lanovky a další vládní úředníky kvůli nedostatečnému zvládání katastrofy v Tyrolsku. Deník Der Standard obvinil spolkovou vládu ve Vídni, že o událostech v Tyrolsku věděla v rané fázi, ale že to z politických důvodů tajila.